# خالد بن محمد القصيبي
خالد بن محمد القصيبي (1354هـ - 1444هـ) هُو مسؤول سعودي من مواليد عام 1354 هـ في مدينة الأحساء في شرق المملكة العربية السعودية. وقد تقلد مناصب حُكومية عديدة في مجلس الوزراء السعودي أبرزُها منصب وزير الاقتصاد والتخطيط السعودي خلال الفترة من عام 1424 هـ وحتى أوائل عام 1433هـ، ووزيرا للبريد والهاتف والتلغراف في الفترة من 17 شعبان 1420 هـ إلى 2 ربيع الأول 1424 هـ.

## المؤهلات الدراسية
حصل محمد بن خالد القصيبي على بكالوريوس في علم الاقتصاد من الجامعة الأمريكية في بيروت في لبنان. وحصل أيضا على ماجستير في علم الاقتصاد من جامعة كاليفورنيا في الولايات المتحدة الأمريكية.

## مناصبه الحكومية
شغل خالد القصيبي منصب وزير البريد والهاتف والتلغراف في الفترة من 17 شعبان 1420 هـ (26 نونبر 1999) إلى 2 ربيع الأول 1424 هـ (4 مايو 2003). كما شغل أيضا منصب رئيس مجلس إدارة شركة الاتصالات السعودية. كما شغل أيضا مناصب مدير لإدارة الميزانية في وزارة الزراعة السعودية، ومدير إدارة التخطيط ومُديرا للمشاريع في نفس الوزارة. كان أيضا ممثل مؤسسة النقد العربي السعودي في صندوق النقد الدولي -البنك الدولي للإنشاء والتعمير. في 1 شعبان 1392 هـ (9 سبتمبر 1979) عُين بموجب مرسوم ملكي في منصب نائب مُحافظ مؤسسة النقد العربي السعودي، واستمر في المنصب إلى أن أُحيل على التقاعد في 8 جمادى الأولى 1400 هـ (25 مارس 1980) بموجب مرسوم ملكي كذلك وحل محله حمد بن سعود السياري. في 30 أبريل 2003، عُين في منصب وزير للاقتصاد والتخطيط بموجب مرسوم ملكي للملك فهد بن عبد العزيز آل سعود. في 14 ديسمبر 2011، أعفي خالد القصيبي من منصبه كوزير للاقتصاد والتخطيط وذلك بناء على طلبه، وحل محله محمد بن سليمان الجاسر. كما تقلد أيضا منصب رئيس عضوية مجلس إدارة المؤسسة العامة للخطوط الحديدية.

## أنشطتُه الخارجية
شارك خالد بن محمد القصيبي في منتدى الحضارة العالمية الذي نُظم في العاصمة اليابانية طوكيو يوم الجُمعة 20 يوليو 2005، وذلك بصفته وزيرا للاقتصاد والتخطيط السعودي. كما قام القصيبي بزيارتين رسميتين إلى اليابان سنتي 2002 و2003 بصفته وزيرا للاقتصاد الوطني والتخطيط، وزيارة أُخرى سنة 2010 بصفته وزيرا للاقتصاد والتخطيط. كما شارك يوم 15 مارس 2008، في حفل افتتاح المعهد العالي للصناعات البلاستيكية في العاصمة السعودية الرياض، رُفقة السفير الياباني في السعودية شيجيرو ناكامورا.
في 1 مايو 2010، أعلنت حكومة اليابان عن اعتماد منح القصيبي الوشاح الأكبر لوسام الشمس المشرقة، وذلك لتقديرا وتكريما له على مُساهماته في في تعزيز وتنمية العلاقات بين اليابان والمملكة العربية السعودية. كما شارك أيضا في تأسيس منتدى الحوار الياباني – العربي الذي تشكل أعضاءه من شخصيات مؤثرة في مُختلف المجالات من مصر والمملكة العربية السعودية واليابان.

## الوفاة
توفي يوم الاثنين 10 أبريل 2023م/ 19 رمضان 1444هـ، وصُلي عليه يوم الثلاثاء 20 رمضان 1444هـ/ 11 أبريل 2023م بعد صلاة العصر في جامع الجوهرة البابطين في الرياض ودفن في مقبرة الشمال.

## روابط خارجية
- الموقع الرسمي لوزارة الاقتصاد والتخطيط
- الموقع الرسمي لوزارة الاتصالات وتقنية المعلومات

| سبقه علي بن طلال الجهني            | وزير البرق والبريد والهاتف السعودي 1420 هـ - 1424 هـ | تبعه محمد بن جميل بن أحمد ملا |
| سبقه عبد الوهاب بن عبد السلام عطار | وزير الاقتصاد والتخطيط السعودي 1424هـ - 1433هـ       | تبعه محمد بن سليمان الجاسر    |